# Соловьёва, Ирина Анатольевна
Соловье́ва Ири́на Анато́льевна (род. 23 августа 1960, Сталинград, СССР) — заместитель председателя Волгоградской областной думы (2016—2019), депутат Волгоградской областной думы созывов 2014—2019, 2019—2024 гг., депутат Волгоградской городской Думы IV и V созыва. Временный исполняющий обязанности главы Волгограда с апреля по август 2013 года.

## Биография
Родилась 23 августа 1960 года в семье потомственного строителя.
После окончания 8-ми классов школы, начала свою трудовую деятельность, одновременно продолжив учёбу в школе рабочей молодёжи. Получив по окончании школы среднее образование, поступила и окончила Волгоградский филиал заочного Московского института советской торговли.
С 2002 года работала в сфере коммунального городского хозяйства г. Волгограда. С 2002 года Соловьева И. А. является членом Всероссийской Политической Партии «Единая Россия».
В декабре 2007 года Соловьева И. А. на партийной конференции выдвинута кандидатом в депутаты Волгоградской городской Думы по 23-му избирательному территориальному округу Дзержинского района г. Волгограда.
В марте 2008 года избрана депутатом Волгоградской городской Думы IV созыва, являлась председателем комитета Волгоградской городской Думы по городскому хозяйству. В 2008 году получила второе высшее образование, окончив Волгоградскую академию государственной службы по специальности «Государственное и муниципальное управление».
С мая 2009 года — член Регионального политсовета ВПП «Единая Россия».
В мае 2012 года избрана первым заместителем председателя Волгоградской городской Думы, членом комитета городской Думы по городскому хозяйству, а также членом комитета по бюджету, налогам и сборам. Под её руководством была разработана «Стратегия социально-экономического развития города-героя Волгограда на период до 2025 года»
В апреле 2011 года избрана руководителем фракции «Единая Россия» в Волгоградской городской Думе.
В декабре 2012 года избрана членом Президиума Регионального политсовета ВПП «Единая Россия».
В апреле 2013 года избрана председателем совета Волгоградского регионального отделения Всероссийского Совета местного самоуправления (ВСМС). С апреля по август исполняла полномочия главы Волгограда В сентябре избрана депутатом Волгоградской городской Думы V созыва по одномандатному избирательному округу 13 Дзержинского района.
6 марта 2014 года была избрана председателем Общественной думы Волгограда. В сентябре избрана депутатом Волгоградской областной думы по Дзержинскому избирательному округу № 14 г. Волгограда
В декабре 2016 года была избрана на должность заместителя председателя Волгоградской областной Думы. С 2016 г. член Совета по вопросам местного самоуправления при полномочном представителе Президента Российской Федерации в Южном федеральном округе.
В 2018 году избрана председателем Волгоградского регионального отделения общероссийского общественного благотворительного фонда «Российский детский фонд».
В сентябре 2019 года избрана депутатом Волгоградской областной думы по Дзержинскому одномандатному избирательному округу № 15. В областном парламенте возглавила комитет по охране окружающей среды и природопользованию. Также возглавила Экологический совет при Волгоградской областной думе.
В 2021 году прошла профессиональную переподготовку по программе «Экология» в Волгоградском государственном аграрном университете.
В декабре 2022 года награждена медалью «За заслуги перед Волгоградской областью».

## Критика
Ирина Соловьёва является основателем ООО «Память», компании, занявшей доминирующее положение в области оказания ритуальных услуг в Волгограде. В 2002 году компания получила от волгоградской мэрии 15-летний контракт на оказание услуг по погребению и содержание кладбищ и фактически монополизировала рынок ритуальных услуг, вынуждая клиентов заключать контракт только с этой компанией. Против компании возбуждаются дела Федеральной антимонопольной службой, но фактически компании выгоднее выплачивать штрафы за неисполнение предписаний, чем устранять нарушения.
Соловьёва входит в число самых богатых государственных служащих в Волгограде. По данным СМИ, в 2017 году она заработала более 18 миллионов рублей, ей принадлежит недвижимость, собственный пруд, несколько элитных автомобилей. Владельцем «Памяти» стал сын Соловьёвой Иосиф Ефремов, который после учёбы в Лондоне вернулся в Волгоград, где стал депутатом гордумы и куратором партийного проекта «Единой России» «Крепкая семья». Стала фигуранткой расследования Ивана Голунова, после которого последний был задержан.